# Futabatei (cratère)
Pour les articles homonymes, voir Futabatei.
Futabatei est le nom d'un cratère d'impact présent sur la surface de Mercure, à 16,2°S et 83°O. Son diamètre est de 66 km. Le cratère fut nommé par l'Union astronomique internationale en hommage à l'écrivain japonais Futabatei Shimei.

## Compléments